# Pierre-Paul Stumpf
Pour les articles homonymes, voir Stumpf.
Pierre-Paul Stumpf, né le 21 septembre 1822 à Eguisheim, en France, et décédé le 10 août 1890 à Strasbourg, devenue allemande, fut le 98e évêque de Strasbourg de 1887 à sa mort.

## Biographie
Fils de Jean-Baptiste Stumpf et de Marie Ange Willmann, Pierre-Paul Stumpf naît en 1822, sous la Restauration, dans une famille de viticulteurs haut-rhinois. Après des études secondaires à Colmar puis au petit séminaire de Lachapelle, il entreprend des études de théologie au grand séminaire de Strasbourg. Il est ordonné prêtre pour le diocèse de Strasbourg le 18 décembre 1847 par André Raess.
D'abord nommé surveillant au petit séminaire de Lachapelle, il est appelé à remplir la charge de vicaire à Molsheim en 1848, puis à la cathédrale de Strasbourg en 1849. En 1853, à l’exemple de son directeur spirituel, le professeur Burg, il sollicite et obtient I’admission dans la congrégation des Pères du Saint-Esprit et il est autorisé à quitter le diocèse. Il est alors nommé enseignant au séminaire des Colonies à Paris[réf. nécessaire].
En 1854, il est envoyé par ses supérieurs à Rome comme directeur des études au séminaire français. Il en devient le supérieur en 1859. En 1864, un désaccord sur la conception de la formation des séminaristes conduit le supérieur Stumpf à demander à André Raess son incardination au diocèse de Strasbourg. L'évêque accepte et le nomme presque aussitôt supérieur de son grand séminaire.

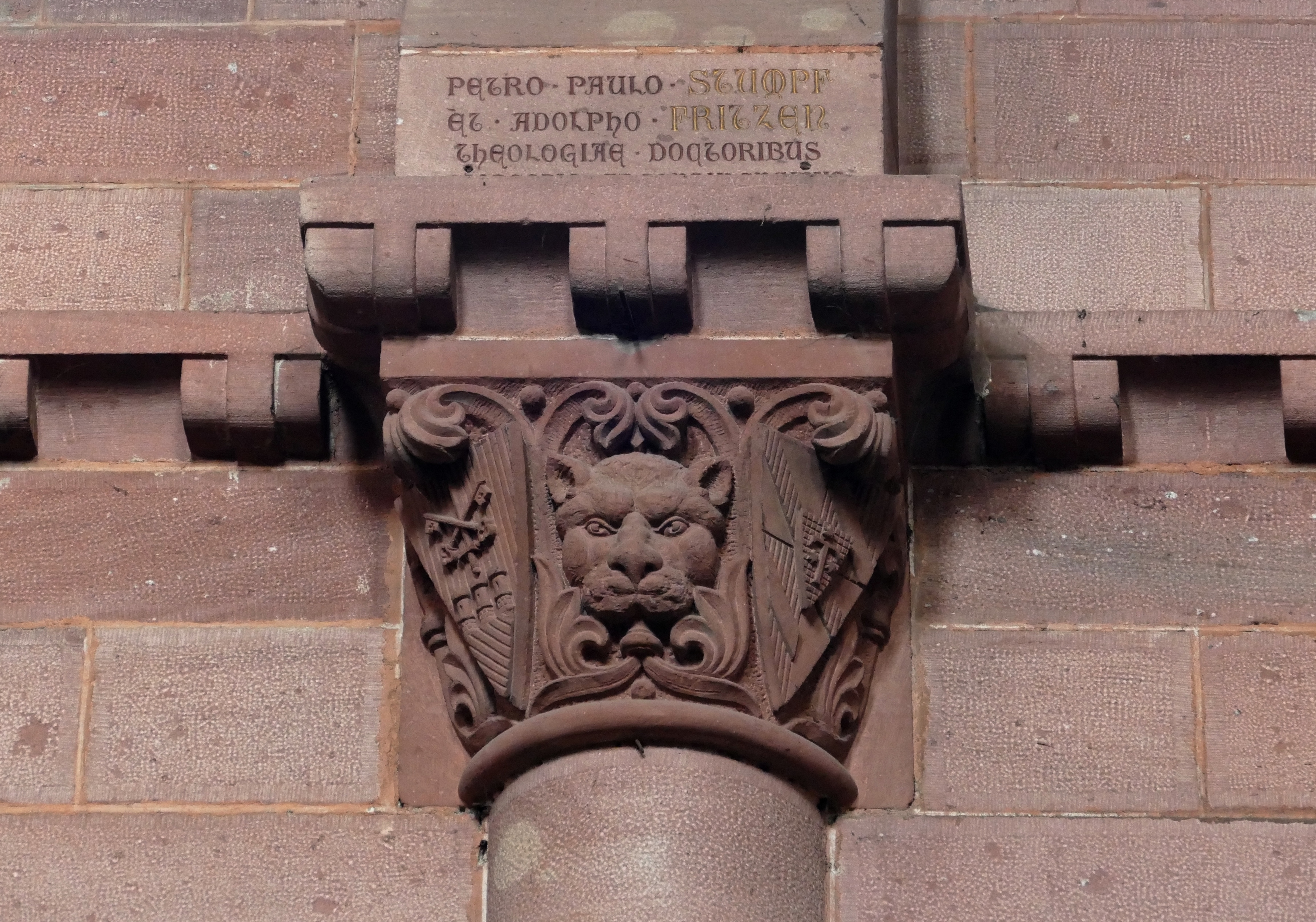
Chapiteau néoroman de l'église Sainte-Foy de Sélestat représentant Pierre-Paul Stumpf.

En 1876, il est nommé vicaire général et est spécialement chargé des questions d’enseignement. Il s’attache à mettre fin à la situation créée par la fermeture des établissements libres et des petits séminaires à la suite du Kulturkampf. II se révèle habile négociateur et obtient la réouverture progressive desdits établissements et la reconnaissance de certains comme lycées classiques.
Le 9 avril 1881, il est désigné comme évêque coadjuteur de Strasbourg. Il est nommé évêque de Césaropolis (de) le 13 mai 1881 et devient le coadjuteur d'André Raess avec droit de succession. Il est consacré le 24 août suivant par Gaspard Mermillod, évêque auxiliaire de Lausanne et Genève. Ce dernier est assisté de Joseph Georg von Ehrler (de), évêque de Spire et de François-Louis Fleck, coadjuteur de Metz, respectivement premier et second co-consécrateurs principaux.
Étant donné l’état de santé d'André Raess, déjà âgé de 89 ans, il est nommé administrateur apostolique du diocèse par le Saint-Siège le 25 février 1883. C'est à lui désormais qu'incombe la charge pastorale de l'ensemble du diocèse de Strasbourg, la juridiction de l'évêque étant suspendue à son profit,.
Stumpf s'affaire alors à réorganiser l'officialité et crée une série de commissions destinées à seconder l’évêque dans ses tâches administratives. Il fonde également le Bulletin ecclésiastique qui paraît d’abord en français (1882-1888), puis en allemand. Pour réduire les tensions entre protestants et catholiques, il encourage notamment les catholiques à construire des églises en vue de mettre fin au simultaneum. À cette fin, il crée l’Œuvre des Églises mixtes en 1885.
Il invite en outre les ordres religieux à s’installer en Alsace et cherche à promouvoir les associations paroissiales et les confréries religieuses qui connaissent un essor prometteur. Il devint ainsi le premier protecteur de l'Union Sainte-Cécile qui regroupe les différentes chorales paroissiales[réf. nécessaire]. En 1885, il est autorisé par Rome à ériger un institut de théologie au sein du grand séminaire, avec le droit de conférer les titres canoniques du baccalauréat et de la licence de théologie, en concurrence avec la faculté d'État.
À la mort d'André Raess, le 17 novembre 1887, il lui succède et devient le 98e évêque de Strasbourg. Il est intronisé solennellement le 4 décembre suivant. Une pénible maladie mine toutefois progressivement ses forces. Il meurt moins de trois ans plus tard, le 10 août 1890, à l'âge de 67 ans.